# Hermann Augustin (Theologe)
Hermann Augustin (* 22. November 1932 in Bülderup) ist ein promovierter deutscher evangelisch-lutherischer Theologe, der als Pastor in Feldstedt und Blankenese sowie als Propst des Kirchenkreises Herzogtum Lauenburg mit Sitz in Ratzeburg gewirkt hat.

## Leben und Beruf

### Kindheit und Jugend
Augustin wuchs als Sohn eines Lehrers zusammen mit zwei Brüdern zunächst in Nordschleswig/Dänemark auf. Am 22. Januar 1933 wurde er in der Wohnung der Eltern von Pastor Johannes Schmidt-Wodder getauft.
Sein Vater Cornelius Augustin leitete eine dörfliche Grundschule der deutschen Minderheit bis zum Ausbruch des Zweiten Weltkrieges, als er zur Wehrmacht eingezogen wurde. Nach Beendigung des Frankreichfeldzuges 1940 wurde er als Familienvater entlassen und nach Kiel an die Realschule in Kiel-Ellerbek versetzt, womit auch die Familie nach Deutschland zurückkehrte.
1940/41 erlebte Augustin als Neunjähriger den Beginn der Bombenangriffe auf die Werftstadt Kiel. Kurz vor der Zerstörung ihres Wohnhauses war die Familie 1941 nach Ratzeburg umgezogen, weil der Vater einem Ruf an die dort vor einigen Monaten gegründete Lehrerbildungsanstalt (LBA) gefolgt war. Als im Juli der Russlandfeldzug begann, wurde sein Vater im September erneut zur Wehrmacht eingezogen. Ende des Jahres wurde eine Schwester geboren. Zur Taufe erhielt der Vater Heimaturlaub im Januar 1942.

„Dabei besuchte uns ein Kollege meines Vaters, der gleichzeitig in der Stadt Hitlerjugend-Standortführer war. Als er sich an der Etagentür verabschiedete und ich am anderen Ende des Flurs stand, fragte er nach der Taufe, die mein Vater als ‚selbstverständlich‘ bezeichnete. ‚Das werden wir Dir schon abgewöhnen! Heil Hitler!‘, knallte die Hacken zusammen und verschwand.“

Als Zehnjähriger wurde Augustin am 19. April 1943, dem Abend vor „Führers Geburtstag“, vor dem Ratzeburger Dom und dem Denkmal Heinrichs des Löwen mit Fackeln, Fanfaren, Fahnen und begeisternder Rede vom Führer des Ratzeburger Fähnleins „Heinrich der Löwe“ feierlich als Pimpf in die Hitlerjugend aufgenommen. Ende 1944 wurde ihm nach einem Reichsausleseverfahren die Aufnahme in die „Adolf-Hitler-Schule Tilsit“ ermöglicht, die wegen des Krieges in der NS-Ordensburg Krössinsee (heute Kaserne für polnische Offiziere) im Kreis Dramburg/Falkenburg östlich von Stettin untergebracht war.
Im November 1944 leistete er über einige Wochen mit seiner Klasse bei kaltem, regnerischem Wetter auf rutschig-lehmhaltigem Boden einen „Schippeinsatz“ in Rose bei Schneidemühl in Hinterpommern, um Gräben gegen Angriffe sowjetischer Panzer auszuheben. Wegen des Zusammenbruchs der Ostfront im Frühjahr 1945 wurde die Schule nach Wiek auf Rügen verlegt und dann im Februar 1945 weiter nach Grömitz. Von dort kehrte Augustin nach Auflösung der Schule im April zu seiner Familie nach Ratzeburg zurück. Er erlebte dort mit der kampflosen Übergabe der Stadt Ratzeburg an die britischen Truppen am 2. Mai 1945 das Kriegsende.
Der Vater geriet mit dem Ende des Krieges 1945 in Libau/Kurland-Baltikum in sowjetische Kriegsgefangenschaft und kehrte erst im Oktober 1955 aus Swerdlowsk/Ural (heute wieder Jekaterinburg) über Friedland in die Bundesrepublik Deutschland zurück.
Mit dem Tag der Kapitulation trat für Augustins Familie in Ratzeburg eine schwer zu bewältigende Notsituation ein. Sofort wurden die Gehaltszahlungen eingestellt. Erst Jahre später wurden sie nach Gerichtsverhandlungen vor der Rückkehr seines Vaters aus der Gefangenschaft wieder teilweise gezahlt. Seine Mutter war mit Hermann Augustin und seinen drei kleinen Geschwistern auf sich alleine gestellt. Die halbe Wohnung musste mit Flüchtlingen belegt werden. Persönliche Beziehungen im Ratzeburger ländlichen Umfeld bestanden nicht. Vom Vater kamen die letzten Lebenszeichen aus den Aprilwochen des Jahres 1945 und danach einmal im November 1945 aus der Gefangenschaft. Wegen seiner schweren Malaria-Erkrankung gab es mit fremder Handschrift erst wieder im Mai 1946 die nächste Nachricht.
In dieser Situation reagierte überraschend im Juli 1945 sein Patenonkel (Bruder seiner Mutter), Tischlermeister Hermann Böhrnsen, und holte die Familie in die Heimatstadt der Familien Augustin/Böhrnsen nach Rendsburg, wo sie im Stammhaus der Familie Böhrnsen untergebracht wurden. Augustin wurde am 21. März 1948 in der Rendsburg-Neuwerker Christkirche konfirmiert und bestand 1953 am Gymnasium Herderschule sein Abitur.
Geprägt wurde er in seiner Rendsburger Zeit durch die ev. Jugendarbeit der Stadt in jährlichen Großveranstaltungen mit einigen hundert Jugendlichen. Die schleswig-holsteinischen Bischöfe Wester und Halfmann sowie Professoren der Universität Kiel fanden sich dazu ein und diskutierten nach ihren Vorträgen mit den Jugendlichen. Ebenso hatten die wöchentlichen Zusammenkünfte eines Schülerbibelkreises, der sog. „Jungenwacht“, mit Schulkameraden und Mitkonfirmanden und den dazu gehörenden Freizeitlager große Bedeutung. „Reichstreffen der Jungenwacht“ in Marburg und Göttingen brachten ihn in Berührung mit bedeutenden Frauen und Männern der „Bekennenden Kirche“ aus der Zeit des NS-Regimes. Aber auch jährliche Himmelfahrtstreffen mit dem Fahrrad an den Brahmsee und später zum Koppelsberg bei Plön spielten für ihn eine große Rolle.

„Die feierliche Übergabe des Koppelsberges von der Familie Mau an die Schleswig-Holsteinische Landeskirche mit Fahnenwechsel zum ‚Kreuz auf der Weltkugel‘ und später die Einweihung der Kapelle gehören mit zu meinen wichtigen Erinnerungen.“

Schon bald nach der Konfirmation festigte sich in Augustin der Wunsch, Theologie zu studieren, um später in einer Gemeinde mit Jung und Alt kirchliches Leben zu gestalten. Nach dem Abitur war Augustin aber gezwungen, für sein beabsichtigtes Studium Geld zu verdienen. Er schaffte es, sich während eines halben Jahres in Schichtarbeit auf der Ahlmann-Carlshütte in Rendsburg-Büdelsdorf beim Emaillieren von gusseisernen Waschbecken und Badewannen so viel Geld zu verdienen, dass er zum Wintersemester 1953/1954 sein Studium in Kiel beginnen konnte. Bis zur Rückkehr seines Vaters aus der Kriegsgefangenschaft 1955 war er in den Semesterferien auf weiteren Verdienst auf der Ahlmann-Carlshütte angewiesen.

### Studium und Vikariat
Augustin studierte nach dem Abitur an der Herderschule in Rendsburg Theologie an der Theologischen Fakultät der Christian-Albrechts-Universität zu Kiel und nach dem Ersten theologischen Examen im SS 1960 an der Missionsakademie in Hamburg-Nienstedten und promovierte 1961 an der Universität Hamburg bei den Professoren Hans-Rudolf Müller-Schwefe und Kurt Dietrich Schmidt über das Thema Regeneration und innere Mission bei Johann Hinrich Wichern. Sein Vikariat absolvierte er bei Pastor Andreas Schau in Hoyer, Nordschleswig, und wurde danach 1962 im Schleswiger Dom durch Bischof Reinhard Wester ordiniert.

### Pfarrstellen
Die Hilfsgeistlichenzeit verbrachte Augustin 1962/63 in Nortorf
Im Mai 1963 übernahm er als erster Pastor den Pfarrbezirk Feldstedt der Nordschleswigschen Gemeinde bis 1973.
Von 1973 bis 1981 wirkte Augustin als Pastor und Vorsitzender des Kirchenvorstandes in Hamburg-Blankenese. In dieser Zeit, 1978, wurde er Gründungsmitglied des Hamburg-Blankeneser Rotary-Clubs und wechselte 1981 in den lauenburgischen Club Ratzeburg-Mölln, schied dort aber 1983 aus Zeitgründen aus.

### Religionsunterricht
In seiner Zeit als Gemeindepastor erteilte Augustin Religionsunterricht in der Oberstufe folgender Gymnasien
- 1962–1963: Herderschule Rendsburg,
- 1965–1973: Deutsches Gymnasium für Nordschleswig in Apenrade/Dänemark,
- 1973–1981: Gymnasium Blankenese in der Kirschtenstraße, Hamburg-Blankenese

### Propstenamt
Im Mai 1981 wurde Augustin als erster Propst des nordelbischen Kirchenkreises Herzogtum Lauenburg mit Amtssitz in Ratzeburg und Pastor der St.-Petri-Kirchengemeinde gewählt. Bis dahin existierte im Lauenburgischen die Landessuperintendentur Lauenburg mit einem Landessuperintendenten als leitendem Geistlichen an der Spitze, die im November 1980 in einen nordelbischen Kirchenkreis umgewandelt worden war.

### Weitere Ämter
Von 1985 bis 1993 war Augustin stellvertretender Bischof im Sprengel Holstein-Lübeck für die Bischöfe Ulrich Wilckens und Karl Ludwig Kohlwage.
Von 1986 bis 2009 war er stellvertretender Vorsitzender im Vorstand des Nordelbischen Missionszentrums (NMZ) und Vorsitzender des Papua-Neuguinea-Ausschusses des NMZ.

### Auslandsreisen
In Vertretung für Bischof Wilckens fuhr Augustin am 1./2. September 1990 nach Rügenwalde, Köslin und Kolberg zur Begegnung mit dem katholischen Bischof Jeż im Rahmen der nordelbischen ökumenischen Partnerbeziehung zur Kirche in Polen.
Im Februar 1992 reiste er zusammen mit seiner Ehefrau Renate Augustin zum ersten Mal nach Papua-Neuguinea (PNG) zur Gesamtsynode der Evangelisch-Lutherischen Kirche von Papua-Neuguinea (ELC-PNG) in Jalibu, verbunden mit Besuchen bei Bischof Getake Gam in Lae und bei Distriktpräsident Beka Kosieng in Finschhafen/Heldsbach.
Die zweite PNG-Reise fand im Oktober 1994 statt. Bei der Distriktsynode in Kip/Kalasa wurde der Partnerschaftsvertrag mit dem Kotte-Distrikt der ELC-PNG geschlossen. Die Unterschriften leisteten Augustin und Beka Kosieng.

### Ruhestand und Rudersport
1997 trat Augustin in den Ruhestand mit Wohnsitz in Ratzeburg. Der Pastorenkonvent des Kirchenkreises Herzogtum Lauenburg schenkte ihm bei dieser Gelegenheit einen  Sperrholz-C-Einer, den er auf dem Ratzeburger Küchensee fleißig nutzte. Augustin ist aus seiner Zeit als aktiver Rudersportler noch heute Mitglied dreier Ruderclubs:
- RPRC: Rendsburger Primaner Ruderclub von 1880 (aktiv von 1951 bis 1953, seitdem „Alter Herr“/AH)
- ARV: Akademischer Ruderverein Kiel von 1897 (aktiv von 1954 bis 1956, seitdem AH)
- RRC: Ratzeburger Ruderclub (passives Mitglied seit 1982)

### Auslandsreisen als Emeritus
Im Oktober 1998 reiste Augustin (zusammen mit seiner Ehefrau und Vertretern der Kirchengemeinde Lauenburg/Elbe) zum ersten Mal nach Tansania zum Besuch in Lyasongoro am Fuß des Kilimanjaro, der Partnergemeinde des Kirchenkreises Herzogtum Lauenburg und der Kirchengemeinde Lauenburg/Elbe, verbunden mit einem Besuch bei Bischof Dr. Queka in Moshi.
Die zweite Tansania-Reise (zusammen mit Ehepaar Willers aus Lauenburg/Elbe) fand in Vertretung des amtierenden Propstes Peter Godzik um die Jahres- und Jahrtausendwende 1999/2000 zur Einweihung der neuen Kirche in Lyasongoro am 1. Januar 2000 statt. Augustin berichtete:

„Der ‚prächtige Bischof‘ Dr. Queka mit Hirtenstab und Mitra, der kräftig blasende Posaunenchor im Marschrhythmus beim Einzug, die überfüllte neue Kirche und draußen noch etwa 3000 Leute, und die Ziegen, die am Vorabend noch munter unter dem Glockenturm herumliefen und nach dem Festgottesdienst gegen 16 Uhr verspeist waren. Wir (Bischof, Pastoren, Lauenburger usw.) bekamen ein solches Exemplar als gegrillte ‚Tschagga-Banane‘ vorgesetzt, die Stück für Stück feierlich verteilt wurde.“

Die dritte PNG-Reise im September 2001 (zusammen mit seiner Ehefrau Renate) diente der Teilnahme an der Distriktsynode des Kotte-Distrikts der ELC-PNG in Gitua/Kalasa und dem Besuch bei Bischof Dr. Wesley Kigasung in Lae. Sie war verbunden mit einem Besuch in Hongkong beim Lutherischen Theologischen Seminar (LTS), einem der führenden theologischen Ausbildungsstätten in Asien und bei Pastor Leung (Breklumer Mission) in der ev.-luth. Philippus-Hausgemeinde.
Im November 2001 vertrat Augustin (zusammen mit seiner Ehefrau) den amtierenden Propst beim Kirchweihjubiläum in Heydekrug und der Wiedereinweihung der bis dahin fremdgenutzten evangelisch-lutherischen Kirche in Pogegen durch Bischof Kalvanas jun. Beide Orte in Litauen sind Standorte der dem Diakonischen Werk des Kirchenkreises Herzogtum Lauenburg partnerschaftlich verbundenen Diakoniestationen.

## Familie
Augustin ist mit der in Breklum ausgebildeten Gemeindehelferin Renate Augustin, geb. Steffen, verheiratet. Das Ehepaar hat vier erwachsene Töchter, sechs Enkel und zwei Urenkel. Renate Augustin wurde am 23. Januar 2000, wenige Tage nach ihrem 60. Geburtstag, mit dem Ansgarkreuz der Nordelbischen Kirche für ihr vielfältiges ehrenamtliches Engagement als Leiterin der Evangelischen Frauenhilfe und des Krankenhausbesuchsdienstes in der Kirchengemeinde St. Petri-Ratzeburg sowie als langjährige Synodale des Kirchenkreises Herzogtum Lauenburg ausgezeichnet. Am 18. Januar 2015 wurde sie aus Anlass ihres 75. Geburtstages mit dem Kronenkreuz der Diakonie in Gold geehrt.

## Jubiläum
Am 22. April 2022 feierte Augustin sein 60-jähriges Ordinationsjubiläum.

## Veröffentlichungen (Auswahl)
- „Kirche muss Kirche bleiben!“ Nationale und nationalsozialistische Einflüsse auf das ev.-luth. kirchliche Leben der deutschen Minderheit in Nordschleswig. Nach neuen Anfängen sind dänische Mehrheit und deutsche Minderheit bei kirchlicher Arbeit im Grenzland Nordschleswig gemeinsam auf dem Weg, Husum: Matthiesen Verlag 2021 (zusammen mit Günter Weitling).
- Die St. Petri Kirche im Herzen der Inselstadt Ratzeburg, Ratzeburg: Ev.-Luth. St.-Petri-Kirchengemeinde 2021.
- Drei Fallbeispiele für den allgemeinen Stimmungszustand der Nachkriegszeit in Deutschland (Gregor Steffen, Sella Ropers, Cornelius Augustin), in: Karl Ludwig Kohlwage, Manfred Kamper, Jens-Hinrich Pörksen (Hrsg.): „Was er euch sagt, das tut!“ Der Wiederaufbau der schleswig-holsteinischen Landeskirche nach dem Zweiten Weltkrieg. Dokumentation einer Tagung in Breklum 2017. Zusammengestellt und bearbeitet von Peter Godzik, Rudolf Hinz und Simeon Schildt, Husum: Matthiesen Verlag 2018, S. 61–65.
- Nationale und nationalsozialistische Einflüsse auf das ev.-luth. kirchliche Leben der deutschen Minderheit in Nordschleswig. Betrachtungen aus der Sicht zweier Zeitzeugen, Beitrag zur zweiten Tagung in Breklum 2017 (zusammen mit Günter Weitling), darin:
  - Titelblatt (online)
  - Augustin: Grundzüge aus der Geschichte des Bistums Schleswig, die spezielle Entwicklung der kirchlichen Arbeit der deutschen Minderheit Nordschleswigs seit 1920 und die „Neuanfänge“ nach 1945 bis zur Gegenwart (online)
  - Weitling: Ergänzende Anmerkungen zum Thema „Nationale und nationalsozialistische Einflüsse auf das ev.-luth. kirchliche Leben der deutschen Minderheit in Nordschleswig“ (online)
- Erinnerungen ... aus der Kriegs- und Nachkriegszeit, in: Karl Ludwig Kohlwage, Manfred Kamper, Jens-Hinrich Pörksen (Hrsg.): „Was vor Gott recht ist“. Kirchenkampf und theologische Grundlegung für den Neuanfang der Kirche in Schleswig-Holstein nach 1945. Dokumentation einer Tagung in Breklum 2015. Zusammengestellt und bearbeitet von Rudolf Hinz und Simeon Schildt in Zusammenarbeit mit Peter Godzik, Johannes Jürgensen und Kurt Triebel, Husum: Matthiesen Verlag 2015, S. 71–74.
- Johann Bielfeldt (1886–1981), in: „Was vor Gott recht ist“ ... Dokumentation einer Tagung in Breklum 2015, Husum 2015, S. 173–180.
- Epiphanias 2007: Zeugen sind gefragt! In: Peter Godzik (Hrsg.): Lavendelduft und Sommerwind. Geistliche Erbauung aus dem Lauenburger Land. Ausgewählte Beiträge der Reihe „Wort zum Sonntag“ in den Lübecker Nachrichten – Lauenburger Nachrichten. Steinmann, Rosengarten b. Hamburg 2007, ISBN 978-3-927043-33-6, S. 29 f.
- Die Reformation im Herzogtum Lauenburg, in: Kurt Jürgensen (Hrsg.): Die Kirche im Herzogtum Lauenburg. Beiträge zu ihrer Geschichte und Gegenwart, Neumünster: Wachholtz 1994, S. 42–52.
- Entwicklung der kirchlichen Strukturen im Herzogtum Sachsen-Lauenburg, in: Dieter Jaschke (Hrsg.): Regionalatlas Kreis Herzogtum Lauenburg, Mölln: Lauenburgische Akademie für Wissenschaft und Kultur – Stiftung Herzogtum Lauenburg 1992, Blatt 3.8.
- Lauenburger Land, achte des Herren Wort! Festschrift zum 175-jährigen Bestehen der Lauenburg-Ratzeburgischen Bibelgesellschaft 1816–1991, Ratzeburg 1991.
- Feldsteinkirchen im Lauenburger Land. Zeugen der Glaubens- und Kulturgeschichte, Lauenburg/Elbe 1991 (zusammen mit Martin Sommerfeld).
- Einführung: 400 Jahre Lauenburgische Kirchenordnung 1585–1985, in: Verein für Schleswig-Holsteinische Kirchengeschichte (Hrsg.): Die Landessuperintendentur Lauenburg als nordelbischer Kirchenkreis. Vorträge und Ansprachen zum 400-jährigen Bestehen der „Lauenburger Kirchenordnung“ von 1585, Neumünster: Wachholtz 1986 (Inhalt), S. 9–20.
- Lauenburgische Kirchenordnung 1585. Teil 1 und 2, Lübeck: Schmidt-Römhild 1985.
- Land, höre des Herren Wort. Ev.-luth. Kirche und Kirchen im Kreis Herzogtum Lauenburg, Lübeck: Schmidt-Römhild 1984.
- Zweierlei Festmahl. Konfirmandenfreizeit 1979, in: Hans-Rudolf Müller-Schwefe (Hrsg.): Das Wort zum Abendmahl, Göttingen: Vandenhoeck & Ruprecht 1980, S. 98–101.
- Regeneration und innere Mission bei Johann Hinrich Wichern, Hamburg 1961.[14]